# Südbahn
|  |  |  |

|  | Straight track |

| Unknown BSicon "exKBHFa" | Straight track |

| Unknown BSicon "exSTR" | Unknown BSicon "eBHF" |

| Unknown BSicon "eBS2l" | Unknown BSicon "BS2r" |

|  | Non-passenger station/depot on track |

|  | Station on track |

|  | Unknown BSicon "ABZgl" |

|  | Stop on track |

|  | Stop on track |

|  | Stop on track |

|  | Station on track |

|  | Unknown BSicon "ABZgr" |

|  | Stop on track |

|  | Station on track |

|  | Station on track |

|  | Stop on track |

|  | Stop on track |

|  | Enter and exit short tunnel |

|  | Stop on track |

|  | Station on track |

|  | Station on track |

|  | Stop on track |

|  | Station on track |

|  | Unknown BSicon "ABZgr" |

|  | Stop on track |

|  | Unknown BSicon "ABZg+l" |

|  | Station on track |

|  | Unknown BSicon "ABZgl" |

|  | Stop on track |

|  | Unknown BSicon "ABZg+l" |

|  | Station on track |

|  | Unknown BSicon "ABZgl" |

|  | Unknown BSicon "ABZgl" |

|  | Unknown BSicon "ABZgr" |

|  | Station on track |

|  | Station on track |

|  | Station on track |

|  | Stop on track |

|  | Station on track |

|  | Stop on track |

|  | Station on track |

|  | Stop on track |

|  | Enter and exit short tunnel |

|  | Enter and exit short tunnel |

|  | Station on track |

|  | Enter and exit short tunnel |

|  | Enter and exit short tunnel |

|  | Enter and exit short tunnel |

|  | Station on track |

|  | Enter and exit short tunnel |

|  | Enter and exit short tunnel |

|  | Enter and exit tunnel |

|  | Enter and exit tunnel |

|  | Station on track |

|  | Enter and exit tunnel |

|  | Enter and exit tunnel |

|  | Enter and exit tunnel |

|  | Stop on track |

|  | Enter and exit tunnel |

|  | Station on track |

|  | Enter and exit tunnel |

|  | Stop on track |

|  | Station on track |

|  | Station on track |

|  | Stop on track |

|  | Stop on track |

|  | Station on track |

|  | Station on track |

|  | Station on track |

|  | Station on track |

|  | Stop on track |

|  | Station on track |

|  | Stop on track |

|  | Station on track |

|  | Unknown BSicon "ABZgr" |

|  | Unknown BSicon "ABZg+r" |

|  | Station on track |

|  | Station on track |

|  | Station on track |

|  | Enter and exit tunnel |

|  | Station on track |

|  | Unknown BSicon "ABZgr" |

|  | Stop on track |

|  | Station on track |

|  | Stop on track |

|  | Station on track |

|  | Unknown BSicon "ABZgr" |

|  | Unknown BSicon "ABZgl" |

|  | Stop on track |

|  | Station on track |

|  | Stop on track |

|  | Stop on track |

|  | Station on track |

|  | Station on track |

|  | Station on track |

|  | Stop on track |

|  | Stop on track |

|  | Station on track |

|  | Stop on track |

|  | Unknown BSicon "ABZg+l" |

|  | Station on track |

|  | Restricted border on track |

|  |  |  |

|  | Straight track |

| Unknown BSicon "exKBHFa" | Straight track |

| Unknown BSicon "exSTR" | Unknown BSicon "eBHF" |

| Unknown BSicon "eBS2l" | Unknown BSicon "BS2r" |

|  | Non-passenger station/depot on track |

|  | Station on track |

|  | Unknown BSicon "ABZgl" |

|  | Stop on track |

|  | Stop on track |

|  | Stop on track |

|  | Station on track |

|  | Unknown BSicon "ABZgr" |

|  | Stop on track |

|  | Station on track |

|  | Station on track |

|  | Stop on track |

|  | Stop on track |

|  | Enter and exit short tunnel |

|  | Stop on track |

|  | Station on track |

|  | Station on track |

|  | Stop on track |

|  | Station on track |

|  | Unknown BSicon "ABZgr" |

|  | Stop on track |

|  | Unknown BSicon "ABZg+l" |

|  | Station on track |

|  | Unknown BSicon "ABZgl" |

|  | Stop on track |

|  | Unknown BSicon "ABZg+l" |

|  | Station on track |

|  | Unknown BSicon "ABZgl" |

|  | Unknown BSicon "ABZgl" |

|  | Unknown BSicon "ABZgr" |

|  | Station on track |

|  | Station on track |

|  | Station on track |

|  | Stop on track |

|  | Station on track |

|  | Stop on track |

|  | Station on track |

|  | Stop on track |

|  | Enter and exit short tunnel |

|  | Enter and exit short tunnel |

|  | Station on track |

|  | Enter and exit short tunnel |

|  | Enter and exit short tunnel |

|  | Enter and exit short tunnel |

|  | Station on track |

|  | Enter and exit short tunnel |

|  | Enter and exit short tunnel |

|  | Enter and exit tunnel |

|  | Enter and exit tunnel |

|  | Station on track |

|  | Enter and exit tunnel |

|  | Enter and exit tunnel |

|  | Enter and exit tunnel |

|  | Stop on track |

|  | Enter and exit tunnel |

|  | Station on track |

|  | Enter and exit tunnel |

|  | Stop on track |

|  | Station on track |

|  | Station on track |

|  | Stop on track |

|  | Stop on track |

|  | Station on track |

|  | Station on track |

|  | Station on track |

|  | Station on track |

|  | Stop on track |

|  | Station on track |

|  | Stop on track |

|  | Station on track |

|  | Unknown BSicon "ABZgr" |

|  | Unknown BSicon "ABZg+r" |

|  | Station on track |

|  | Station on track |

|  | Station on track |

|  | Enter and exit tunnel |

|  | Station on track |

|  | Unknown BSicon "ABZgr" |

|  | Stop on track |

|  | Station on track |

|  | Stop on track |

|  | Station on track |

|  | Unknown BSicon "ABZgr" |

|  | Unknown BSicon "ABZgl" |

|  | Stop on track |

|  | Station on track |

|  | Stop on track |

|  | Stop on track |

|  | Station on track |

|  | Station on track |

|  | Station on track |

|  | Stop on track |

|  | Stop on track |

|  | Station on track |

|  | Stop on track |

|  | Unknown BSicon "ABZg+l" |

|  | Station on track |

|  | Restricted border on track |

Südbahn är en av Österrikes viktigaste järnvägar. Den går från Wien via Semmeringpasset till Bruck an der Mur, där den förgrenar sig. En förgrening går via Graz till den slovenska gränsen vid Spielfeld (260 km). Den andra förgreningen fortsätter mot Kärnten och den italienska gränsen vid Tarvisio (379 km).
Historiskt var Südbahn en förbindelse mellan dubbelmonarkins huvudstad Wien och hamnstaden Trieste via Graz. Förgreningen mot Italien som idag ingår i Südbahn består av äldre banor: 
- förbindelsebanan Bruck an der Mur – Leoben
- Rudolfsbanan på sträckorna Leoben – Sankt Michael – Sankt Veit an der Glan och Villach –  Tarvisio.
- Rosentalbanan på sträckan Sankt Veit an der Glan – Klagenfurt
- Drautalbanan på sträckan Klagenfurt – Villach

En del av Südbahn utgörs av Semmeringbanan, som passerar Semmeringpasset mellan Gloggnitz och Mürzzuschlag och är kulturminnesmärkt och världsarv

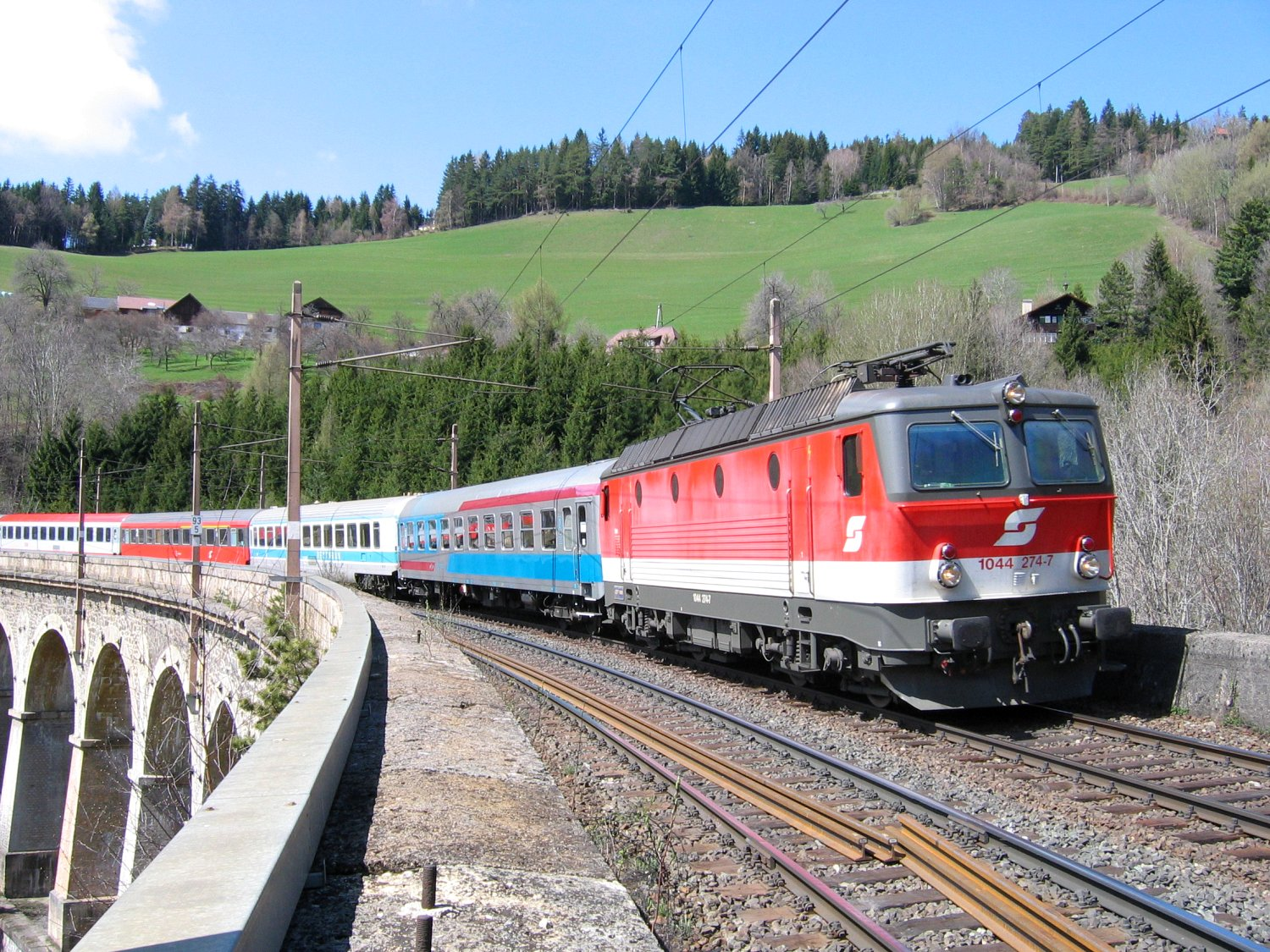
På Semmering.

## Historia
Redan 1829 föreslogs en järnvägsförbindelse mellan Wien och hamnstaden Trieste, då via Ungern för att undvika alperna. Förslaget väckte företagaren Georg Simon von Sinas intresse och han gav i uppdrag att planera två järnvägar från Wien till Győr i Ungern, den ena via Schwechat med en förgrening till Bratislava, den andra via Wiener Neustadt. 1836 sökte han en statlig koncession för banorna där han även utlovade en fortsatt utbyggnad till Trieste. I januari 1838 fick han ett preliminärt byggnadstillstånd och kort därefter grundades Wien-Raaber Eisenbahn-Gesellschaft (Raab är det tyska namnet för Győr). 
I april 1839 började byggnadsarbetena på sträckan Baden – Wiener Neustadt, i augusti samma år på delen Baden – Wien. 1841 öppnades sträckan Wien – Wiener Neustadt och en förlängning mot Gloggnitz påbörjades som nåddes 1842.
Efter problem med järnvägsbyggandet i Ungern drogs koncessionen för en fortsatt utbyggnad till Ungern in och järnvägsbolaget bytte namn till Wien-Gloggnitzer Eisenbahn-Gesellschaft. Samtidigt sökte man tillstånd att fortsätta utbyggnaden till Bruck an der Mur.
Men staten övertog utbyggnaden mellan Gloggnitz och Trieste. Anledningen var en förändrad ekonomisk politik, där man inte ville överlåta byggandet av viktiga järnvägar till utländskt kapital. Mellan 1842 och 1844 byggdes sträckan Mürzzuschlag – Graz, mellan 1843 och 1848 sträckan Graz – Celje, 1849 öppnades sträckan Celje – Ljubljana och mellan 1848 och 1854 byggdes den svåraste delen, Semmeringbanan mellan Gloggnitz och Mürzzuschlag. 
1851 övertog staten trafiken mellan Wien och Gloggnitz av Wien-Gloggnitzer Eisenbahn-Gesellschaft och 1853 även banan. På så sätt var nu hela sträckan mellan Wien och Ljubljana i statens ägo. Redan fem år senare såldes Südbahn till det privata k.k. privilegierte Südbahngesellschaft som var verksam till 1923 när banan förstatligades igen. 
Dagens förgrening till Kärnten och Italien består av äldre banor: förbindelsebanan Bruck an der Mur – Leoben och en del av den gamla Rudolfsbanan Leoben – Sankt Michael – Tarvisio. Rudolfsbanan som var planerad som nord-syd förbindelse mellan Sankt Valentin i Niederösterreich vid västbanan och den österrikisk-italienska gränsen i Kärnten byggdes på 1860- och 1870-talen och öppnades mellan 1868 och 1873. Banan var ekonomiskt inte lönsam och förstatligades 1884. Rosentalbanan som börjar i Sankt Veit an der Glan och går till Klagenfurt och fortsättningsvis till den slovenska gränsen vid Rosenbach öppnades 1906. Drautalbanan vars delsträcka Klagenfurt – Villach ingår Südbahn byggdes faktiskt också av k.k. privilegierte Südbahngesellschaft och invigdes 1864.

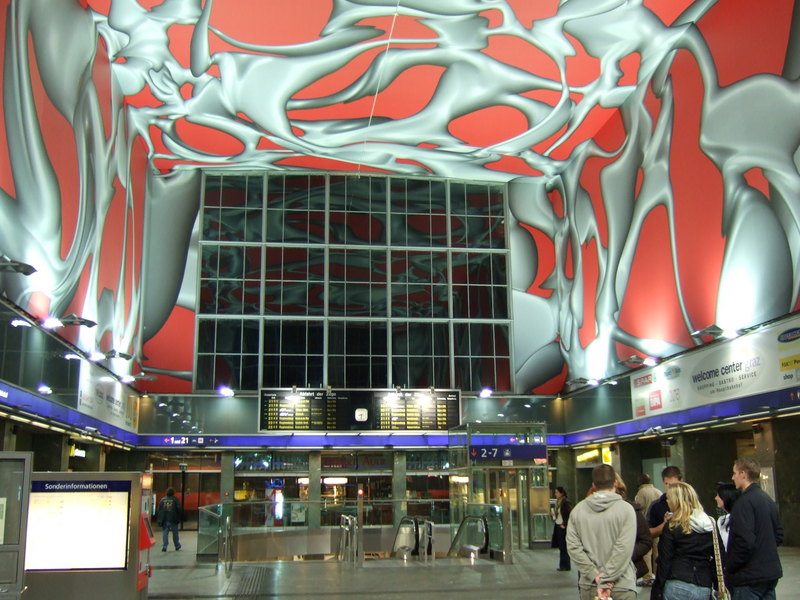
Graz Hauptbahnhof

## Trafik
Südbahn är en av de mest trafikerade järnvägarna i Österrike både när det gäller person- och godstrafik. Mellan Wien och Graz går Intercitytåg varje timme åt båda håll och till Villach varannan timma. Sträckan mellan Wien och Wiener Neustadt ingår i Wiens pendeltågsnät och sträckan Bruck an der Mur – Graz – Spielfeld trafikeras av storregionen Graz pendeltåg. På sträckan Graz – Bruck an der Mur –  Sankt Michael går också all tågtrafik från Graz norrut, d.v.s. till Linz, Salzburg och Innsbruck i två-timmarstakt. 

## Framtida utbyggnader
Två stora utbyggnadsprojekt är på gång. Å ena sidan är det planerat att bygga en tunnel under Semmering och på så sätt öka banans kapacitet avsevärt samt minska körtiden med ca 20 minuter. Å andra sidan har man börjat bygga en helt ny järnväg Koralmbanan från Graz till Klagenfurt genom Koralmbergen för att minska körtiden från 2½  timmar till en timma.